# Karl Barth
Karl Barth (10 de maio de 1886 - 10 de dezembro de 1968) foi um teólogo reformado suíço que é muitas vezes considerado o maior teólogo protestante do século XX. Sua influência expandiu-se muito além do domínio acadêmico, chegando a incorporar a cultura, o que levou a Barth ser apresentado na capa da revista Time em 20 de abril de 1962.
Começando com sua experiência como pastor, Barth rejeitou sua formação na teologia liberal predominante típica do protestantismo europeu do século XIX. Ele também rejeitou formas mais conservadoras do cristianismo. Em vez disso, ele embarcou em um novo caminho teológico inicialmente chamado de teologia dialética devido à sua ênfase na natureza paradoxal da verdade divina (por exemplo, a relação de Deus com a humanidade incorpora graça e julgamento). Muitos críticos se referiram a Barth como o pai da neo-ortodoxia - um termo que Barth rejeitou enfaticamente. Uma descrição mais caritativa de seu trabalho pode ser "uma teologia da Palavra". O trabalho de Barth teve um impacto profundo na teologia do século XX e influenciou figuras como Dietrich Bonhoeffer - que queria que Barth se tornasse líder da Igreja Confessante - Thomas F. Torrance, Reinhold Niebuhr, Jacques Ellul, Stanley Hauerwas, o seu amigo pessoal Hans Urs von Balthasar, Jürgen Moltmann e romancistas como John Updike e Miklós Szentkuthy.
A inquietação de Barth com a teologia dominante que caracterizou a Europa levou-o a se tornar um líder na Igreja Confessante na Alemanha, que se opôs ativamente a Adolf Hitler e ao regime nazista. Em particular, Barth e outros membros do movimento tentaram vigorosamente impedir que os nazistas assumissem a igreja existente e estabelecessem uma igreja estadual controlada pelo regime. Isso culminou com a autoria de Barth na Declaração de Barmen, que criticou ferozmente os cristãos que apoiaram os nazistas.
Um dos mais prolíficos e influentes teólogos do século XX, Barth enfatizou a soberania de Deus, particularmente através da reinterpretação da doutrina calvinista das eleições, do pecado da humanidade e da "distinção qualitativa infinita entre Deus e a humanidade". Suas obras mais famosas são a «Sua Epístola aos Romanos», que marcou um recorte claro de seu pensamento anterior, e seu enorme trabalho de treze volumes, a Igreja Dogmática, uma das maiores obras de teologia sistemática já escritas.

## Início da vida e educação
Karl Barth nasceu em 10 de maio de 1886, em Basel, Suíça, de Johann Friedrich "Fritz" Barth e Anna Katharina (Sartorius) Barth. Seu pai era professor de teologia e pastor, o que influenciaria muito a vida de seu filho. Em particular, Fritz Barth ficou fascinado com a filosofia, especialmente as implicações das teorias de Friedrich Nietzsche sobre o livre arbítrio. Barth passou seus anos de infância em Berna. De 1911 a 1921 serviu como pastor reformado na aldeia de Safenwil, no cantão de Aargau.
Em 1913 casa-se com Nelly Hoffmann, uma talentosa violinista. Eles tiveram cinco filhos, uma menina e quatro meninos. Um deles foi o estudioso do Novo Testamento Markus Barth (6 de outubro de 1915 - 1 de julho de 1994).
Mais tarde foi professor de teologia nas universidades de Göttingen (1921-1925), Münster (1925-1930) e Bonn (1930-1935) (Alemanha). Enquanto servia em Göttingen, conheceu Charlotte von Kirschbaum, que se tornou sua secretária e assistente de longa data; Ela desempenhou um papel importante na redação de seu épico livro, «Dogmáticas». Ele teve que deixar a Alemanha em 1935 depois que ele se recusou a jurar lealdade a Adolf Hitler e voltou para a Suíça e se tornou professor em Basileia (1935-1962).
Barth foi originalmente treinado no Protestantismo liberal alemão sob professores como Wilhelm Herrmann, mas ele reagiu contra esta teologia na época da Primeira Guerra Mundial. Sua reação foi alimentada por vários fatores, incluindo seu compromisso com o movimento socialista religioso alemão e suíço envolvendo homens como Hermann Kutter, a influência do movimento do realismo bíblico em torno de homens como Christoph Blumhardt e Søren Kierkegaard e o efeito da filosofia cética de Franz Overbeck.
A influência do referido Kierkegaard sobre a teologia precoce de Barth é evidente em A Carta aos Romanos. Barth no inicio leu pelo menos três volumes das obras de Kierkegaard: Prática no Cristianismo, O Momento, e Uma Antologia de Seus Jornais e Diários. Quase todos os termos-chave de Kierkegaard, que tiveram um papel importante na Epístola aos Romanos, podem ser encontrados em Prática no Cristianismo. O conceito de comunicação indireta, o paradoxo, e o momento em Prática no Cristianismo, em particular, confirmaram e deram forma as ideias de Barth sobre o cristianismo contemporâneo e a vida cristã.
O catalisador mais importante, no entanto, foi a reação de Barth ao apoio que a maioria de seus professores liberais expressavam para os objetivos da guerra alemã. O "Manifesto dos noventa e três intelectuais alemães para o mundo civilizado" de 1914 levou a assinatura do seu antigo professor, Adolf von Harnack. Barth acreditava que seus professores haviam sido enganados por uma teologia que amarrava Deus muito perto das expressões e experiências mais finas e profundas dos seres humanos cultivados, para reivindicar o apoio divino a uma guerra que eles acreditavam ter sido realizada em apoio a essa cultura - a experiência inicial do que parecia aumentar o amor e o compromisso das pessoas com essa cultura. Grande parte da teologia inicial de Barth pode ser vista como uma reação à teologia de Friedrich Schleiermacher.

## A Epístola aos Romanos
Barth começou seu comentário A Carta aos Romanos (Ger. Der Römerbrief) no verão de 1916, enquanto ele ainda era pastor em Safenwil, com a primeira edição em dezembro de 1918 (mas com uma data de publicação de 1919). Com base na primeira edição do comentário, Barth foi convidado a ensinar na Universidade de Göttingen. Ele decidiu por volta de outubro de 1920 que ficou insatisfeito com a primeira edição e revisou fortemente pelos onze meses seguintes, terminando a segunda edição em setembro de 1921. Particularmente na segunda edição terminada em 1922, Barth argumentou que o Deus revelado na cruz de Jesus desafia e derruba qualquer tentativa de aliar Deus com culturas, conquistas ou posses humanas. A popularidade do livro levou a sua republicação e reimpressão em várias línguas.
Na década que se seguiu à Primeira Guerra Mundial, Barth estava ligado a vários outros teólogos - na verdade muito diversificados - que reagiram contra o liberalismo de seus professores, em um movimento conhecido como "Teologia dialéctica" (Ger. Dialektische Theologie). Os membros do movimento incluíram Rudolf Bultmann, Eduard Thurneysen, Eberhard Grisebach, Emil Brunner e Friedrich Gogarten.

## Declaração de Barmen
Em 1934, quando a Igreja Protestante tentou chegar a um acordo com o Terceiro Reich, Barth foi em grande parte responsável pela redação da declaração Barmen (Ger. Barmer Erklärung). Esta declaração rejeitou a influência do nazismo no cristianismo alemão ao argumentar que a fidelidade da Igreja ao Deus de Jesus Cristo deveria dar-lhe o ímpeto e recursos para resistir à influência de outros Senhores, como o Führer alemão, Adolf Hitler. Barth enviou esta declaração pessoalmente a Hitler. Este foi um dos documentos fundadores da Igreja Confessante onde Barth foi eleito membro do conselho de liderança.
Ele foi obrigado a demitir-se de sua cátedra na Universidade de Bonn em 1935 por se recusar a prestar juramento a Hitler. Barth retornou então à sua Suíça natal, onde assumiu uma cadeira em teologia sistemática na Universidade de Basileia. No decorrer da sua nomeação, ele precisava responder a uma pergunta de rotina perguntada a todos os funcionários públicos suíços: se ele apoiava a defesa nacional. Sua resposta foi: "Sim, especialmente na fronteira do norte!" O jornal Neue Zürcher Zeitung carregou sua crítica de 1936 sobre Martin Heidegger pelo apoio aos nazistas. Em 1938, ele escreveu uma carta a um colega checo Josef Hromádka, no qual ele declarou que soldados que lutaram contra o Terceiro Reich estavam atendendo uma causa cristã.

## Dogmática Eclesiástica

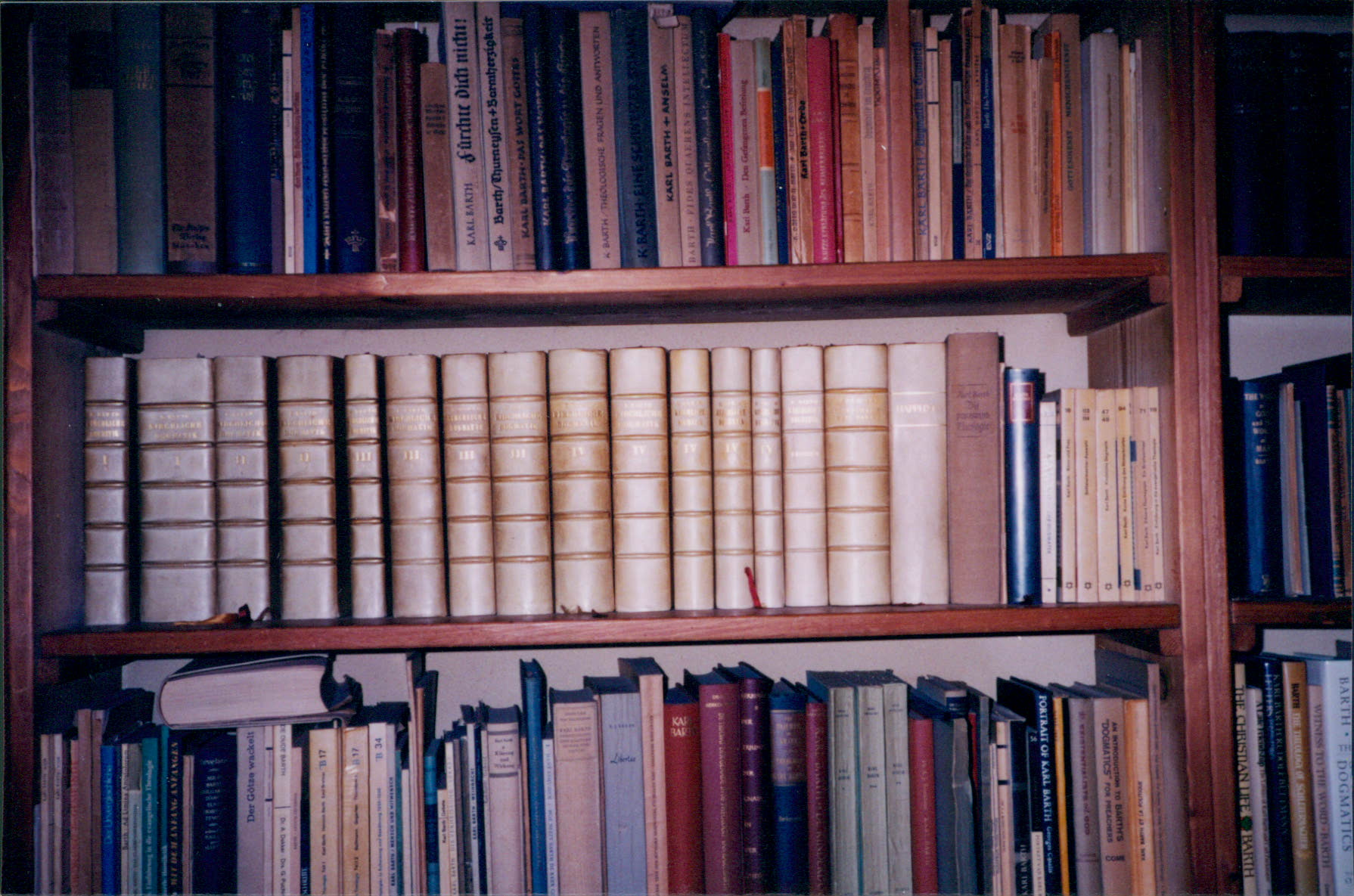
Karl Barth, Dogmática Eclesiástica

A teologia de Barth encontrou sua expressão mais sustentada e convincente em seu magnum opus de treze volumes, Kirchliche Dogmatik ("Dogmática Eclesiástica"). Considerado extensamente como um importante trabalho teológico, a Igreja Dogmática representa o pináculo da conquista de Barth como teólogo. A Igreja Dogmática tem mais de seis milhões de palavras e 8 mil páginas (em inglês, mais de 9 mil em alemão) - uma das mais longas obras de teologia sistemática já escritas.
A Kirchlixhe Dogmatik aborda quatro doutrinas principais: Revelação, Deus, Criação e Expiação ou Reconciliação. Barth tinha inicialmente pretendido completar sua dogmática abordando as doutrinas de redenção e escatologia, mas decidiu não completar o projeto nos últimos anos de sua vida.

## História
Barth foi uns dos mais destacados teólogos protestantes: celebrizou-se como criador da teologia dialética do século XX, que ressalta o sentido existencial do cristianismo e o reintegra em sua base bíblica, de doutrina da revelação e da fé. Fez estudos universitários em Berna, Berlim e Tübingen, terminando-os em Marburg. Foi editor assistente do jornal Die Christliche Welt, pároco da Igreja Reformada Alemã em Genebra e pastor em Safenwil, ainda na Suíça. Lecionou teologia nas universidades alemãs de Göttingen, de Munique e de Bona. Demitido dessa ultima em 1935 pelo governo nazista, teve seus diplomas de teologias anulados por Hitler devido a sua oposição, conforme declaração teológica do Sínodo de Barmen, à nazificação da Igreja Evangélica Alemã.
Seguindo para a Suíça, Barth organizou a resistência dos pastores ao nacional-socialismo, ingressando no Partido Social Democrata. Quando os nazistas aniquilaram essa resistência, passou dirigir outro movimento, de âmbito internacional. Atento às lutas políticas, defendeu os operários de Viena e os republicanos espanhóis. Com o fim da guerra, voltou à cátedra de Bona, depois à de Basileia, aposentando-se em 1961.

## Doutrina

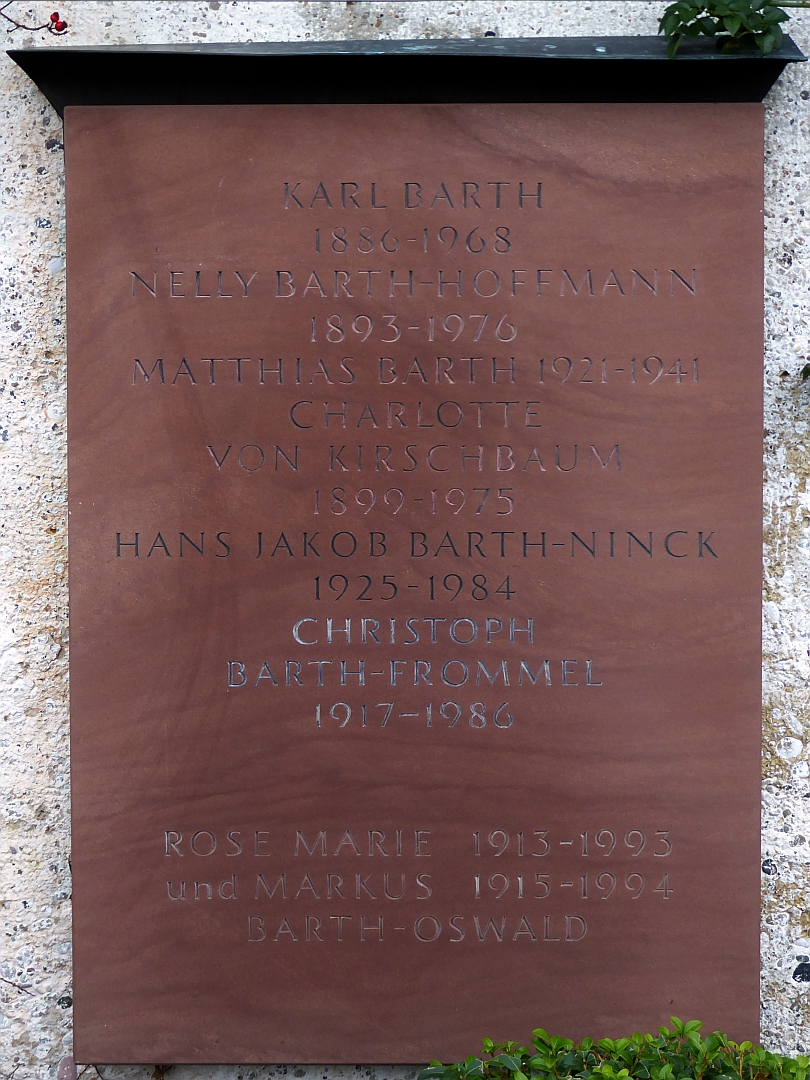
Sepultura no Friedhof am Hörnli

Conhecida como teologia dialética ou teologia da crise, a obra de Barth é um vigoroso protesto contra o chamado neoprotestantismo, que predominou no século XIX e até a primeira guerra mundial. É também um restabelecimento das afirmações básicas da Reforma do século XVI, especialmente pela obra Der Römerbrief (A Epístola/Carta aos romanos) de 1919, que lançou as bases para o existencialismo alemão e serviu de elo entre Kierkegaard e Heidegger. Combateu a teologia liberal, o iluminismo alemão e o moralismo que excluísse o encontro da revelação e da fé.
A teologia de Barth está sistematizada principalmente em Die Christliche Dogmatik (A dogmática cristã), monumental obra de 26 volumes iniciadas em 1932, cuja publicação foi concluída em 1969. Os polos fundamentais de seu pensamento — a revelação e a fé — permeiam toda sua dogmática, que ele define como exame científico do conteúdo das palavras que a igreja pronuncia sobre Deus. Assim a fé cristã proclama falência de todas as religiões, pois afirma que é Deus quem toma iniciativa de aproximar-se com ele e salvá-lo, por intermédio de Jesus Cristo. Só a graça de Deus e a sua palavra, que transcende a Bíblia, cruza o abismo dialético que separa o homem do Criador.
Barth morreu em sua cidade natal, em 11 de dezembro de 1968 aos 82 anos. Foi sepultado em Hoernli, Basileia na Suíça.

### Em Português
- A Carta aos Romanos (1922)
- Dogmática Eclesiástica (1932-1968) — obra grandiosa inacabada.
- Introdução à Teologia Evangélica (1962)